# Roger Malhardes
Roger de Souza Malhardes (Marselha, 29 de maio de 1915 — Niterói, 2007) foi um militar e político Franco-Brasileiro, prefeito de Teresópolis por quatro mandatos, deputado estadual por três mandatos e prefeito do município de Engenheiro Paulo de Frontin por dois mandatos.

## Origem e formação
Roger de Souza Malhardes nasceu na cidade da Marselha, em 1915, veio para a cidade do Rio de Janeiro, quando tinha 1 ano e até então a mesma era a capital do país, Filho de Agenor Malhardes, Capitão da Marinha Mercante que realizava expedições para Ilha Ellis e Henriette Malhardes que faleceu em 1920 decorrente de uma tuberculose, Roger iniciou sua vida escolar no Externato Santa Júlia, passando, depois, para o Colégio Independência, no bairro do Engenho Novo. Já adulto, formou-se como terceiro piloto da Escola de Marinha Mercante, além de ter feito outros cursos técnicos e de aperfeiçoamento na área de administração municipal.

## Vida pública e política
Roger Malhardes chegou a Teresópolis em 1942, como tabelião. Em 1945, foi nomeado prefeito do município pela primeira vez, através da indicação de Ernani do Amaral Peixoto, então interventor do Estado do Rio de Janeiro. No contexto do Estado Novo (1937—1945), o Presidente da República, Getúlio Vargas, nomeava um Interventor Estadual que, por sua vez, indicava o Prefeito Municipal. Foi por esse mecanismo que Roger Malhardes alcançou o cargo de Prefeito de Teresópolis. Tomou posse oficialmente em 27 de fevereiro de 1945, sucedendo Lauro Antunes Paes de Andrade, sendo a vigésima quinta pessoa a assumir o cargo. Entre os feitos do primeiro mandato, destacam-se a pavimentação da Avenida Feliciano Sodré (Reta) e da Rua Prefeito Monte (atual Sebastião Teixeira), na Tijuca. Em 1946 retornou ao cargo após indicação de Lúcio Martins Meira, sucedendo Agnaldo de Figueiredo, que havia o sucedido anteriormente. Tomou posse oficialmente em 18 de fevereiro de 1946 e permaneceu no cargo até 8 de dezembro de 1946.
Após a renúncia de Vargas, tinha início no Brasil um novo sistema político, através da República Populista, onde as eleições diretas voltaram a ocorrer em nível municipal. Roger Malhardes retornou ao cargo após se sair vitorioso nas eleições diretas de 1950, tomando posse oficialmente em 31 de janeiro de 1951 para um mandato de quatro anos, sucedendo José de Carvalho Janotti. Foi a passagem mais marcante dele na prefeitura, onde alguns feitos notórios ocorreram, como a construção das pontes da Rua Olegário Bernardes (Várzea), Rua Fileuterpe (São Pedro), Rua Dr. Oliveira (Barra do Imbuí/Pimenteiras), Rua Tocantins, no Alto e a ponte dupla sobre a Avenida Amazonas, atual Lúcio Meira, obras que fizeram ele ficar conhecido popularmente como "prefeito das pontes". Além disso, foi construído durante o seu mandato a Escola Municipal Antonio Santiago e a Praça Getúlio Vargas, além de liderar a conclusão das obras do Palácio Teresa Cristina, que segue sendo utilizado como sede da prefeitura até os dias atuais.
Sua terceira passagem pela prefeitura de Teresópolis foi marcante e deixou um legado positivo para Roger Malhardes. Seu alto prestigio pôde ser comprovado nas Eleições estaduais de 1954, onde se elegeu deputado estadual pelo Partido Social Progressista com 2 353 votos em 3 de outubro de 1954, sendo o quinto mais votado do partido.
Durante a década de 1960, Malhardes se dedicou ao município de Engenheiro Paulo de Frontin, participando ativamente do processo de emancipação do então sexto distrito de Vassouras. Foi o primeiro prefeito do município,  em outubro de 1962, mandato que cumpriu duas vezes.
Em novembro de 1972, Malhardes disputou mais uma eleição para o cargo de prefeito de Teresópolis. Na ocasião, saiu vitorioso com 9 684 votos, junto com seu vice, Cesar Mattar, totalizando 41,71% dos votos válidos. Tomou posse em 31 de janeiro de 1973, para um mandato de quatro anos. Esta foi a última passagem dele na prefeitura de Teresópolis, e durante o período instituiu leis que organizaram o município, dando início ao Plano Diretor e ao Plano Rodoviário.
Após o fim de seu quarto e último mandato como prefeito de Teresópolis, Roger Malhardes aproveitou de sua influência política e passou a atuar em lideranças de partidos e campanhas políticas. No início da década de 1980, foi o responsável por trazer o Partido do Movimento Democrático Brasileiro (PMDB) para a cidade, elegendo Celso Dalmaso em 1982.

## Vida pessoal
Roger Malhardes casou-se duas vezes e teve um total de cinco filhos, seis netos, sete bisnetos e uma tataraneta. O primeiro casamento ocorreu em 1938 com Iorquimeia Pinto, na cidade de São João da Barra. Desse matrimônio nasceu sua filha Eliza, mãe de Anaíza Helena, atualmente promotora de Justiça. O segundo casamento ocorreu com Ramilde Vianna, na cidade de Niterói. Desse Matrimônio nasceram seus outros 4 filhos Henriette, Nancy, Roger e Jorge Rui cujo Nancy é procuradora-geral do município de Niterói aposentada[4].